# Discografie van Jeroen van der Boom
Hieronder volgt de discografie van de Nederlandse zanger Jeroen van der Boom, met name zijn albums en zijn nummers met een notering in een hitlijst, zijn Top 2000-noteringen en zijn muziekdvd's. 

## Albums
| Album        | Verschijnen     | Label             | Hitlijsten | Hitlijsten | Hitlijsten | Hitlijsten | Opmerkingen                        |
| Album        | Verschijnen     | Label             | BE (VL)    | BE (VL)    | NL         | NL         | Opmerkingen                        |
| Album        | Verschijnen     | Label             | Piek       | Weken      | Piek       | Weken      | Opmerkingen                        |
| ------------ | --------------- | ----------------- | ---------- | ---------- | ---------- | ---------- | ---------------------------------- |
| Vanderboom   | 2006            | Red Bullet        | —          | —          | —          | —          | Studioalbum                        |
| Jij bent zo  | 4 april 2008    | Red Bullet        | 6          | 23         | 2          | 30         | Studioalbum / Platina in Nederland |
| Verder       | 9 oktober 2009  | ARS Entertainment | —          | —          | 10         | 5          | Studioalbum / Goud in Nederland    |
| Grote liefde | 15 april 2011   | EMI Music         | —          | —          | 2          | 12         | Studioalbum / Goud in Nederland    |
| Deze man     | 11 oktober 2013 | Music Tree        | —          | —          | 29         | 3          | Studioalbum                        |
| Dit ben ik   | 27 januari 2017 | Dino Music        | —          | —          | 62         | 1          | Studioalbum                        |

## Nummers met een notering in een hitlijst
| Lied                                 | Verschijnen      | Album                                 | Hitlijsten | Hitlijsten | Hitlijsten  | Hitlijsten  | Hitlijsten   | Hitlijsten   | Opmerkingen       |
| Lied                                 | Verschijnen      | Album                                 | BE (VL)    | BE (VL)    | NL (Top 40) | NL (Top 40) | NL (Top 100) | NL (Top 100) | Opmerkingen       |
| Lied                                 | Verschijnen      | Album                                 | Piek       | Weken      | Piek        | Weken       | Piek         | Weken        | Opmerkingen       |
| ------------------------------------ | ---------------- | ------------------------------------- | ---------- | ---------- | ----------- | ----------- | ------------ | ------------ | ----------------- |
| Toekomst                             | 2004             | —                                     | —          | —          | —           | —           | 51           | 6            |                   |
| She's a lady                         | 10 februari 2007 | —                                     | —          | —          | —           | —           | 50           | 2            |                   |
| Jij bent zo                          | 22 juni 2007     | Jij bent zo                           | 1 (2 wkn)  | 24         | 1 (2 wkn)   | 25          | 1 (3 wkn)    | 38           | Goud in Nederland |
| Eén wereld                           | 12 november 2007 | Jij bent zo                           | 14         | 6          | 1 (2 wkn)   | 12          | 1 (1 wk)     | 11           | Alarmschijf       |
| Betekenis                            | 1 maart 2008     | Jij bent zo                           | 22         | 8          | 2           | 14          | 3            | 17           |                   |
| Het is over                          | 28 juni 2008     | Jij bent zo                           | —          | —          | 12          | 6           | 1 (1 wk)     | 8            |                   |
| Alles min één                        | 9 januari 2009   | Verder                                | —          | —          | 25          | 7           | 2            | 8            |                   |
| Dat weet je                          | 28 augustus 2009 | Verder                                | —          | —          | 24          | 4           | 4            | 6            |                   |
| Weer geloven                         | 20 november 2009 | Verder                                | —          | —          | 27          | 4           | 1 (1 wk)     | 15           |                   |
| Werd de tijd maar teruggedraaid      | 5 november 2010  | Grote liefde                          | —          | —          | 27          | 6           | 5            | 13           |                   |
| Los van de grond (met Leonie Meijer) | 5 maart 2011     | Grote liefde, Los (van Leonie Meijer) | —          | —          | 13          | 7           | 2            | 12           |                   |
| Leen mijn ogen                       | 29 april 2011    | Grote liefde                          | —          | —          | tip11       | —           | 19           | 4            |                   |
| Dat het nooit meer ophoudt           | 13 juni 2011     | Grote liefde                          | tip45      | —          | tip13       | —           | 7            | 8            |                   |
| Niemand anders                       | 18 november 2011 | Jij bent zo, Grote liefde             | —          | —          | tip5        | —           | 1 (1 wk)     | 9            |                   |
| Nieuwe dag (met Lange Frans)         | 1 januari 2012   | Levenslied (van Lange Frans)          | —          | —          | 28          | 5           | 29           | 9            |                   |
| Kom maar op                          | 6 april 2012     | —                                     | —          | —          | 19          | 6           | 5            | 11           |                   |
| Vurig verlangen                      | 27 juli 2012     | —                                     | —          | —          | tip4        | —           | 8            | 9            |                   |
| Beter laat dan nooit                 | 31 augustus 2013 | Deze man                              | —          | —          | tip8        | —           | 23           | 7            |                   |
| Nanana                               | 14 maart 2014    | Deze man                              | —          | —          | tip8        | —           | 16           | 8            |                   |
| Verslaafd aan jouw liefde            | 18 juli 2014     | Dit ben ik                            | tip51      | —          | tip11       | —           | 39           | 9            |                   |
| De stilte                            | 12 januari 2015  | Dit ben ik                            | —          | —          | tip11       | —           | —            | —            |                   |
| Mag ik dan bij jou                   | 4 juni 2015      | Dit ben ik                            | —          | —          | tip4        | —           | 12           | 10           | Goud in Nederland |
| Je leeft vandaag                     | 8 april 2016     | —                                     | tip        | —          | —           | —           | —            | —            |                   |
| Zeg me                               | 11 oktober 2019  | —                                     | —          | —          | tip14       | —           | —            | —            |                   |
| Herinneringen maken                  | 12 februari 2021 | —                                     | tip33      | —          | —           | —           | —            | —            |                   |

## Muziekdownload
- Todo es la musica (2023) - Nederlandstalig

## NPO Radio 2 Top 2000
| Nummer met noteringen in de NPO Radio 2 Top 2000 | '07 | '08 | '09  |
| ------------------------------------------------ | --- | --- | ---- |
| Jij bent zo                                      | 701 | -   | 1821 |

1. ↑  Een '-' betekent dat het nummer niet was genoteerd en een vetgedrukt getal geeft de hoogste notering aan.
2. ↑  2007 was het eerste jaar met een notering voor dit nummer.
3. ↑  Deze tabel is bijgewerkt tot en met de laatste editie (2024).

## Muziekdvd's
| Dvd's met hitnoteringen in de Nederlandse Music Top 30 | Datum van verschijnen | Datum van binnenkomst | Hoogste positie | Aantal weken | Opmerkingen |
| ------------------------------------------------------ | --------------------- | --------------------- | --------------- | ------------ | ----------- |
| Live in HMH                                            | 2009                  | 02-05-2009            | 4               | 8            |             |